# Rainberg Mòr
Rainberg Mòr är ett berg i Storbritannien.   Det ligger i kommunen Argyll and Bute och riksdelen Skottland, i den nordvästra delen av landet, 600 km nordväst om huvudstaden London. Toppen på Rainberg Mòr är 453 meter över havet, eller 136 meter över den omgivande terrängen. Bredden vid basen är 2,1 km. Rainberg Mòr ligger på ön Jura.
Terrängen runt Rainberg Mòr är kuperad österut, men västerut är den platt. Havet är nära Rainberg Mòr åt nordväst.Trakten runt Rainberg Mòr består i huvudsak av gräsmarker.